# Archie Shepp
Archie Shepp (Fort Lauderdale, 24 mei 1937) is een Amerikaanse jazzmuzikant (zang, saxofoon, piano), componist en literatuur- en theaterwetenschapper.

## Biografie
Shepp groeide op in Philadelphia, waar hij vervolgens leerde pianospelen en ook klarinet en altsaxofoon. Daarna stapte hij over op de tenorsaxofoon. Hij speelde in plaatselijke rhythm-and-bluesbands en ontmoette daarbij Lee Morgan, Cal Massey, Jimmy Heath en John Coltrane. Shepp studeerde van 1955 tot 1959 literatuurwetenschap aan het Goddard College. Na zijn graduatie verhuisde hij naar New York, waar in 1960 zijn professionele muziekcarrière begon in de band van Cecil Taylor. Hij werkte ook mee aan de film The Connection. In 1963 was hij lid van de New York Contemporary Five, waartoe ook Don Cherry, John Tchicai, bassist Don Moore en drummer J.C. Moses behoorden. De band was ontstaan uit een kort bestaande formatie, die Shepp samen met Bill Dixon had geleid. Met Tchicai und Cherry toerde hij in 1964 door de Sovjet-Unie, Tsjecho-Slowakije en Finland, waar ze optraden tijdens het jazzfestival in Helsinki. In augustus 1964 nam hij een eerste sessie op onder zijn eigen naam, het album Four for Trane voor Impulse! Records.
Daarna werkte hij onder andere met Bill Dixon, John Tchicai, Don Cherry en vooral met John Coltrane, met wie hij speelde in de New Yorkse clubs. In 1965 werkte hij mee aan Coltrane's album Ascension. Zijn optreden tijdens het Newport Jazz Festival werd samen met Coltrane's muziek bij Impulse! Records uitgebracht (New Thing at Newport). Vooral door de steun van Coltrane bewees Archie Shepp zich als artiest van de avant-gardejazz in de Verenigde Staten en wereldwijd.
In verschillende bezettingen volgden onder zijn eigen naam baanbrekende opnamen met onder anderen Roswell Rudd, Bobby Hutcherson, Beaver Harris en Grachan Moncur III, die Shepp in de jaren zestig tot een van de belangrijkste protagonisten van de avant-gardejazz en de freejazz maakten.
Shepp was niet alleen een muzikaal pionier, maar ook een politieke en sociale spreekbuis van een nieuw zwart zelfbewustzijn. Zo schreef hij in 1965 in DownBeat: 'I am an anti-fascist artist'. Een hoogtepunt van zijn politieke betrokkenheid van de 'angry young man' was het optreden bij het Pan-Afrikaans Festival (1969) in Algiers.
Ondanks alle radicaliteit was Shepps muziek steeds minder abstract dan die van de andere avant-gardisten uit dit tijdperk. Zo stond Shepps sterke emotionele speelwijze steeds in de traditie van de grote swing-saxofonisten als Ben Webster en Coleman Hawkins, die berustte op het wisselend spel van ruwe en gevoelig geblazen tonen, verschillende registers en geluidsniveaus.
Vanaf midden jaren zestig werkte Shepp met eigen formaties. In 1967 had hij een octet, waarmee hij Mama Too Tight opnam en daarbij Ellington-invloeden, r&b-ritmen en marsmuziek-elementen toepaste. In 1968 nam hij in sextet-bezetting het album The Way Ahead op met Jimmy Owens, Grachan Moncur III en Walter Davis jr. In 1969 werkte hij samen met de trompettist Cal Massey, speelde hij diens composities en toerde hij met hem door Europa en Noord-Afrika, waar Shepp met de dichter Haki R. Madhubuti optrad tijdens het Pan-African-festival. Begin jaren zeventig werkte Shepp weer met Massey samen bij de productie Lady Day: A Musical Tregedy, die in première werd opgevoerd in de Brooklyn Academy of Music. Daarna schreef hij nog verdere nummers en hield hij cursussen aan de University at Buffalo, sinds 1973 aan de University of Massachusetts.
Tijdens de jaren zeventig en tachtig werd Shepps spel steeds sterker uitgevoerd met elementen van traditionele Afro-Amerikaanse muziek. Blues, gospelmuziek en spirituals zijn voor Shepp de oereigen expressies van de zwarten in de Verenigde Staten. Hij wilde hen een muziek aanbieden, waarmee de gediscrimineerde zwarte gemeenschap in de getto's zich kon identificeren.
In 2004 vervulde Shepp samen met zijn partner Monette Berthomier in Parijs een langgekoesterde droom met de oprichting van het eigen label Archieball. Het label zou daarbij niet alleen voor eigen producties, maar ook als platform dienen voor jonge Afro-Amerikaanse muzikanten. Er verschenen ook werken en samenwerkingen met artiesten als Jacques Coursil, Mônica Passos, Bernard Lubat en Frank Cassenti.
Ter gelegenheid van zijn 75e verjaardag werd aan Shepp in 2012 het eredoctoraat van de American University of Paris verleend.

## Discografie
- 1962: Archie Shepp – Bill Dixon Quartet (Savoy)
- 1963: New York Contemporary Five (Storyville)
- 1964: Four for Trane (Impulse! Records)
- 1965: New Thing at Newport (Impulse! Records)
- 1965: Fire Music (Impulse! Records)
- 1965: On This Night (Impulse! Records)
- 1966: Live in San Francisco (Impulse! Records)
- 1966: Mama Too Tight (Impulse! Records)
- 1967: Live at the Donaueschingen Music Festival (MPS Records)
- 1968: The Way Ahead (Impulse! Records)
- 1969: Blasé (BYG Records) met Jeanne Lee
- 1969: Yasmina, a Black Woman (BYG Records)

- 1969: Live at the Pan African Festival (BYG Records)
- 1970: For Losers (Impulse! Records)
- 1971: Things Have Got to Change (Impulse! Records)
- 1972: The Cry of My People (Impulse! Records)
- 1972: Attica Blues (Verve Records)
- 1974: Kwanza (Impulse!)
- 1975: A Sea of Faces (Black Saint)
- 1976: Steam (Enja Records
- 1976: Max Roach/Archie Shepp Force
- 1976: Goin' Home (SteepleChase Records)
- 1978: Lady Bird (Denon)
- 1979: Max Roach/Archie SheppThe Long March (HatHut Records)

- 1980: Looking at Bird (SteepleChase Records)
- 1985: California Meeting
- 1988: Archie Shepp & Chet Baker In Memory of (L+R Records)
- 1990: I Didn't Know About You (Timeless Records)
- 2000: Roswell Rudd & Archie Shepp Live in New York  (Verve Records)
- 2002: Archie Shepp & Mal Waldron Left Alone Revisited (Enja Records)
- 2003: Archie Shepp  I Know About The Life (HatHut Records)
- 2003: Archie Shepp & Siegfried Kessler First Take
- 2009: Phat Jam in Milano (Dawn of Freedom)
- 2010: Archie Shepp & Joachim Kühn Wo!man (ArchieBall)
- 2013: Archie Shepp Attica Blues Orchestra: I Hear the Sound